# Lijst van Tweede Kamerleden voor de CPH
Een overzicht van alle voormalige Tweede Kamerleden voor de Communistische Partij Holland (CPH).
| Tweede Kamerlid      | Begindatum        | Einddatum         |
| -------------------- | ----------------- | ----------------- |
| Roestam Effendi      | 4 juli 1933       | 7 juni 1937       |
| Willy Kruyt          | 1 april 1921      | 24 juli 1922      |
| Willem van Ravesteyn | 17 september 1918 | 14 september 1925 |
| Kees Schalker        | 4 juli 1933       | 7 juni 1937       |
| Lou de Visser        | 15 september 1925 | 7 juni 1937       |
| David Wijnkoop       | 17 september 1918 | 14 september 1925 |
| David Wijnkoop       | 17 september 1930 | 7 juni 1937       |